# Cefepim
Cefepim ist ein Antibiotikum aus der Gruppe der Cephalosporine. Die bakterizide Wirkung erfolgt, wie bei anderen β-Lactam-Antibiotika, durch Hemmung der bakteriellen Zellwandsynthese. Als Cephalosporin der 4. Generation ist Cefepim auch gegen Pseudomonas aeruginosa wirksam.
Cefepim wurde von Bristol-Myers Squibb entwickelt und erhielt im Januar 1996 die Zulassung in den Vereinigten Staaten für die Behandlung von mittleren bis schweren Pneumonien. In Deutschland besteht die Zulassung seit 2004, Handelsname ist Maxipime, darüber hinaus existieren mittlerweile diverse Generika. Anwendungsgebiete sind Bakteriämie im Zusammenhang mit schwerer Lungenentzündung, schwerer Infektion der Harnwege oder Infektionen des Bauchraumes, einschließlich Peritonitis.
Sehr häufig kann nach Gabe von Cefepim der direkte Coombs-Test (Test zur Bestimmung von Antikörpern auf roten Blutkörperchen) falsch positiv ausfallen. Zu den möglichen Nebenwirkungen gehören gastrointestinale Beschwerden, Blutgerinnungsstörungen, Blutbildveränderungen, Kopfschmerzen, Fieber, pseudomembranöse Kolitis und allergische Reaktionen.
Rote-Hand-Brief zu Maxipime® (Cefepim): Risiko schwerwiegender neurologischer Nebenwirkungen bei Patienten mit eingeschränkter Nierenfunktion